# Infiltrazione della 'Ndrangheta negli appalti pubblici
Sia in Calabria, sua terra di origine, che nel resto d'Italia, la 'ndrangheta si è inserita o ha tentato di farlo nella gestione degli appalti e subappalti pubblici. Quello che segue è un elenco con alcuni esempi.

## Anni settanta

### Liquichimica di Saline Ioniche
Con un investimento di 300 miliardi di lire il governo italiano decide di costruire a Saline Joniche una Liquichimica, ma venne scelto un terreno instabile ed anche l'orientamento produttivo fu indirizzato alla produzione delle bioproteine che già all'epoca si sapeva fossero cancerogene. Nonostante questo i lavori iniziarono e furono addirittura completati poiché era interesse della cosca della zona Iamonte acquisire i finanziamenti statali. Il risultato fu un impianto mai utilizzato che assieme al porto attiguo si degradò e sconvolse idrogeologicamente la zona rovinando per sempre uno dei tratti di costa più belli della punta ionica. Questo mostro arrugginito ancora si può vedere percorrendo la Statale 106, ma non si potrà mai più vedere quel paradiso di sabbia e rocce ed alberi di una volta. Persino gli operai furono assunti ed andarono direttamente in cassa integrazione per circa 20 anni. L'appalto viene suddiviso dalle famiglie della zona in particolare dagli Iamonte ma anche da famiglie canadesi con cui era in contatto il capobastone Natale Iamonte.

### Il V centro siderurgico
Negli anni settanta si progettò e iniziò a costruire a Gioia Tauro il cosiddetto Quinto centro siderurgico, in quest'occasione le 'ndrine si preparano comprando tutto il materiale necessario per la costruzione, e con a capo i Piromalli, la cosca locale decisero attorno a un tavolo con le cosche più influenti del reggino come spartirsi i lavori. In seguito il progetto del centro siderurgico fu abbandonato. I costi aumentarono così del 15%.

### Il Porto di Gioia Tauro

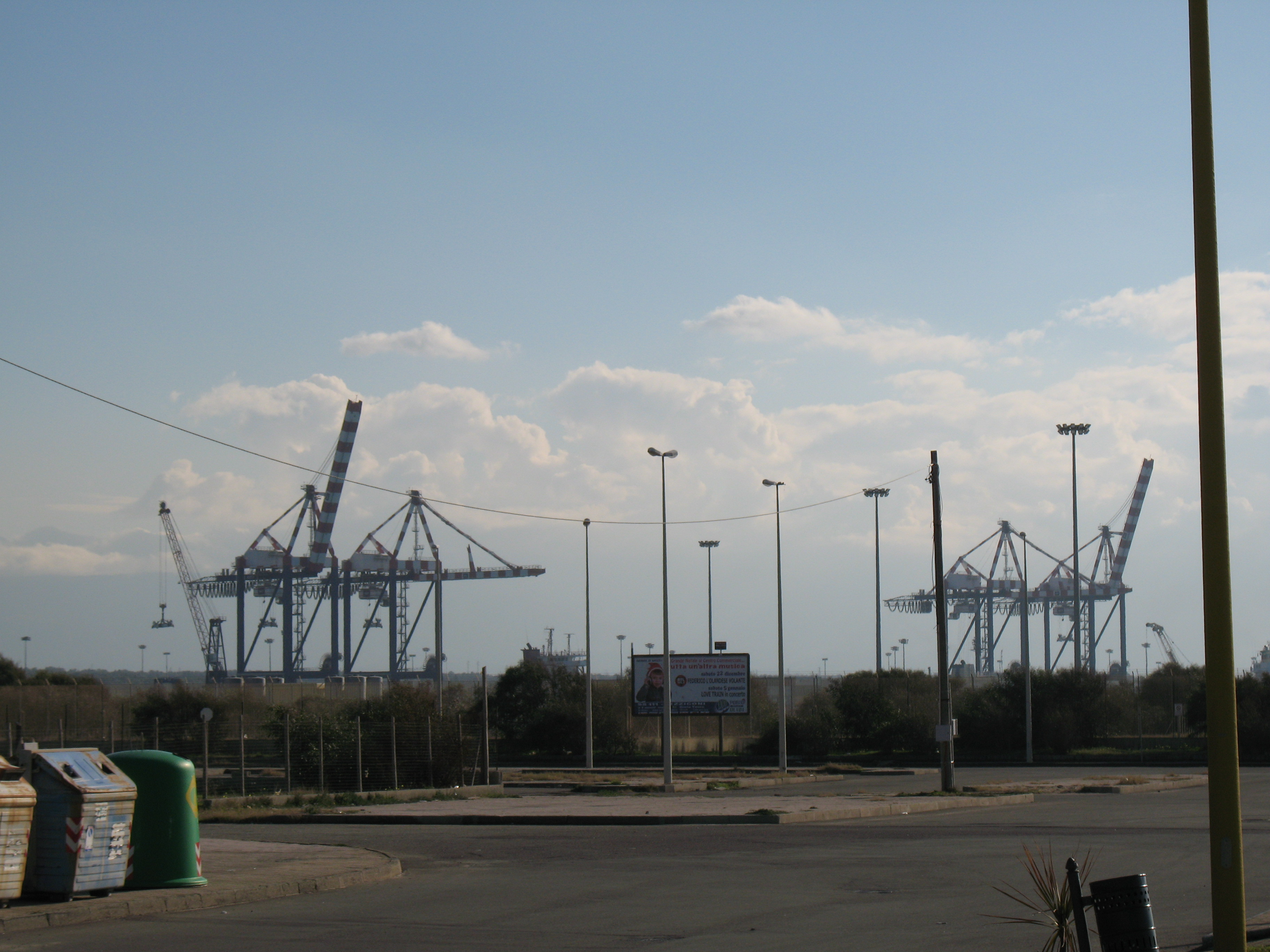
Porto di Gioia Tauro

Il porto, fin dalla sua nascita fu tenuto sotto controllo dalle cosche della regione, Piromalli e Molè. È un centro di arrivo fondamentale per la 'ndrangheta calabrese per il traffico di droga internazionale. Nell'operazione Decollo, dalle forze dell'ordine fu rivelato un traffico di sostanze stupefacenti che andava dall'Europa all'Sud America all'Australia e ogni anno vengono sequestrate ingenti quantità di droga. Il porto è anche crocevia di merci contraffatte di vario genere.

### L'autostrada del Mediterraneo (ex Salerno - Reggio Calabria)

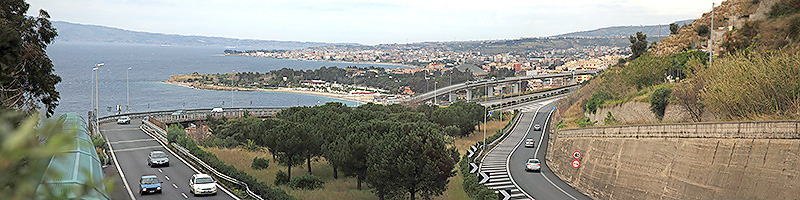
Reggio Calabria: termine dell'autostrada A2dir RC e innesto del Raccordo RA 4.

Il tratto dell'autostrada A2 del Mediterraneo (Salerno-Reggio Calabria) nasce come progetto e viene realizzata tra gli anni sessanta e settanta. Fu finita il 13 giugno 1974 in tempi accettabili ma con un aumento dei costi di ben del 20%. Le ditte vincitrici dell'appalto si organizzarono difatti con le 'ndrine ancora prima dell'inizio dei lavori come garanzia, per la fornitura di calcestruzzo e l'assunzione di personale.

## Anni novanta

### Ammodernamento della Salerno-Reggio Calabria

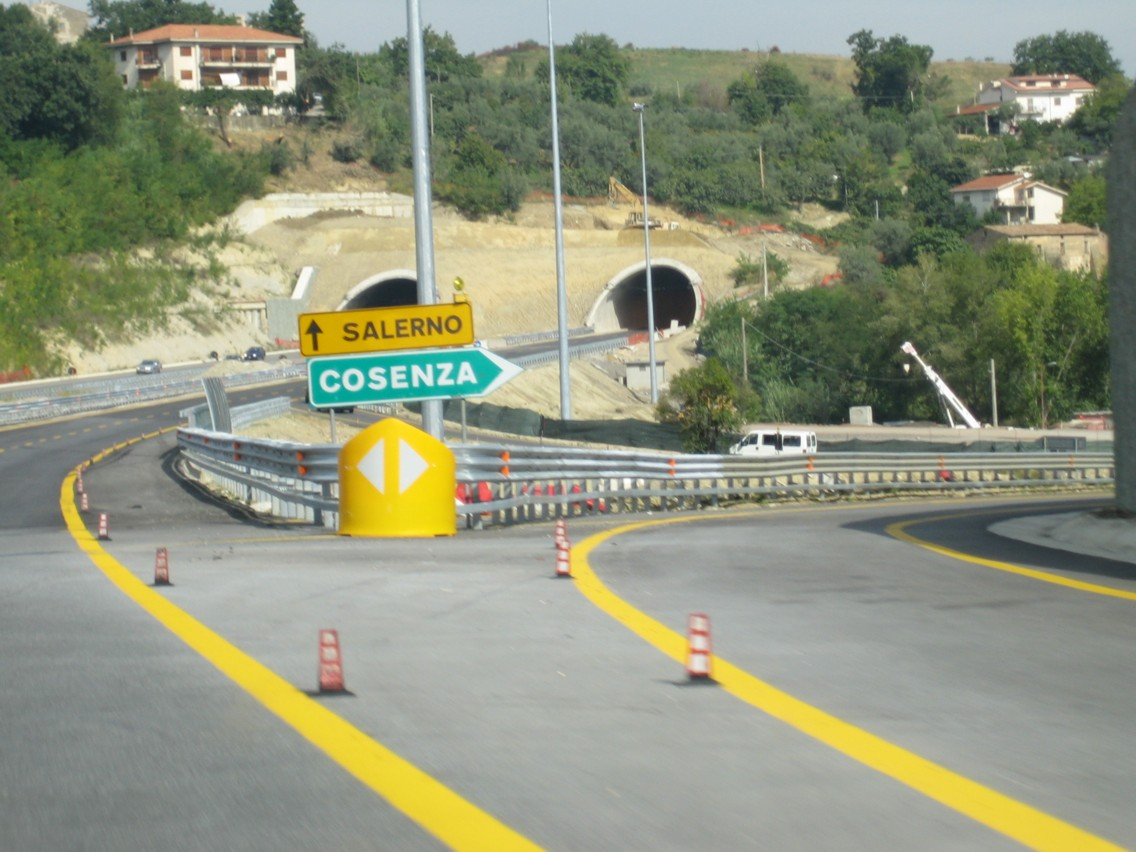
Lavori sull'Autostrada A3, presso lo svincolo di Cosenza

Nel 1997 si sono avviati i lavori per l'ammodernamento dell'autostrada, tuttora in corso, ciò proprio per via delle pesanti infiltrazioni della 'ndrangheta nei lavori (nel 2002 si scoprì l'infiltrazione di ben 12 cosche e nel 2007 venne alla luce l'imposizione di un pizzo del 3% alle ditte impegnate nei lavori) (tra le ditte costrette a pagare c'erano l'Asfalti sintex, l'Astaldi e l'Ati Vidoni ma erano anche coinvolte le ditte Condotte d'Acqua, la Coop costruttori e la Baldassini-Tognozzi).
Nel 2002 con l'operazione Tamburo furono eseguite 40 ordinanze di custodie cautelari tra imprenditori, esponenti delle 'ndrine e lavoratori dell'Anas con il sequestro di varie imprese di materiale edile e stradale. Con l'operazione Arca conclusasi il 2 luglio 2007 vengono arrestate 15 persone e imprese coinvolte nei subappalti dell'autostrada. Il collaboratore di giustizia Antonio Di Dieco riferisce come le 'ndrine si sono ripartite gli appalti per l'ammodernamento dell'Autostrada A3, qui di seguito in tabella.
| Tratta                           | 'ndrine                                         |
| -------------------------------- | ----------------------------------------------- |
| dal confine Basilicata-Mormanno  | La famiglia di Castrovillari                    |
| tratto Mormanno-Tarsia           | Le famiglie della Sibaritide con quelle di Cirò |
| Tarsia-Falerna                   | Le famiglie di Cosenza                          |
| Falerna-Pizzo                    | Le famiglie di Lamezia, Iannazzo                |
| Pizzo-uscita Serre               | Mancuso                                         |
| giurisdizione di Serre e Rosarno | Pesce                                           |
| giurisdizione di Gioia Tauro     | Piromalli                                       |
| Palmi-Reggio Calabria            | Alvaro-Tripodi                                  |

## Anni 2000

### Il ponte sullo Stretto di Messina
(Intercettazione tra Giuseppe Zappia e un altro interlocutore)

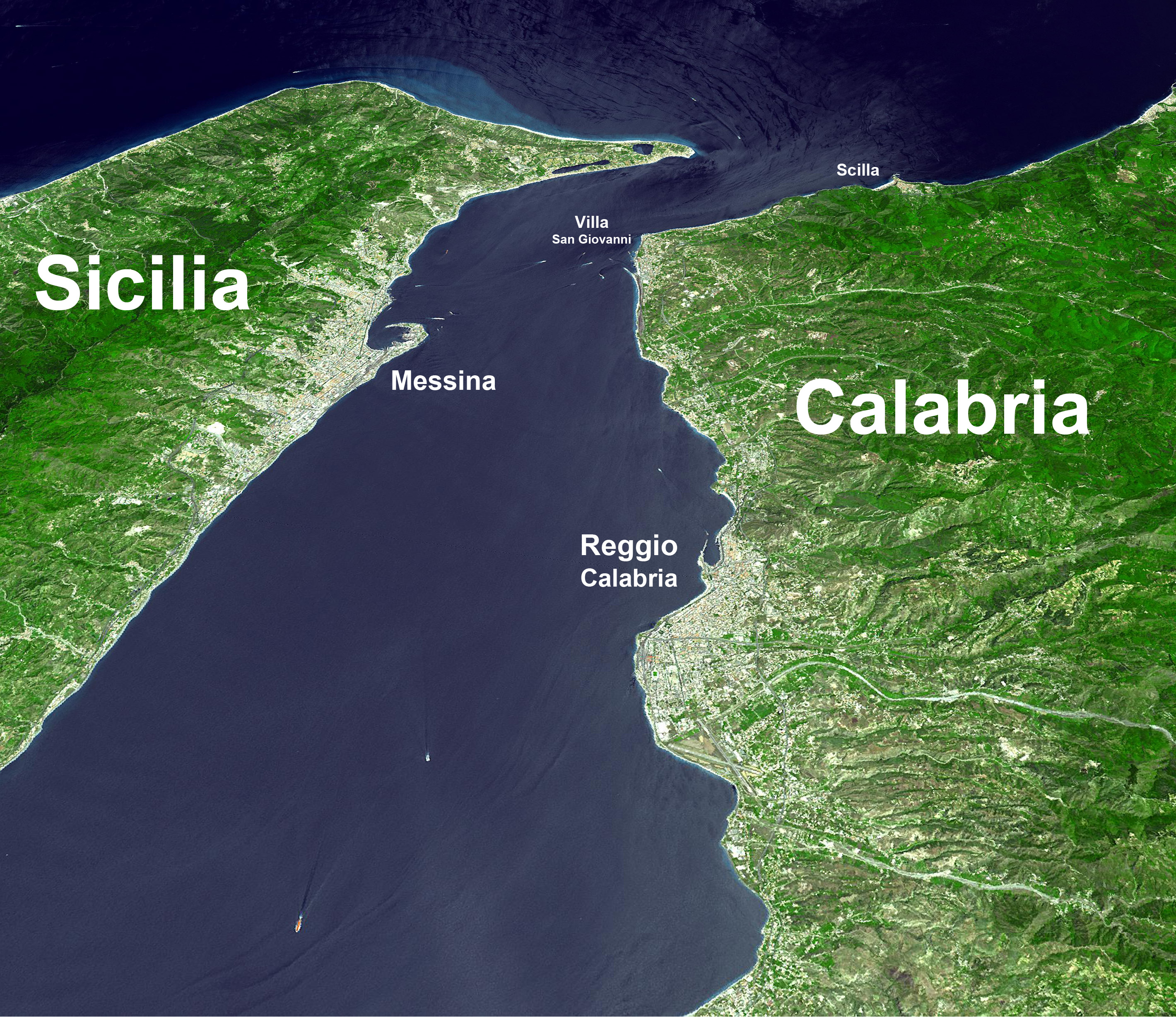
Stretto di Messina

Durante il Governo Berlusconi II nacque il progetto di realizzazione del ponte sullo Stretto di Messina. 
La DIA nell'aprile 2005 annuncia il primo tentativo, quindi sventato, da parte di 'Ndrangheta e Cosa Nostra di entrare nei lavori di costruzione di quest'opera.
Sarebbe dovuto avvenire tramite Vito Rizzuto, boss di Montréal che nella sua organizzazione ha esponenti di entrambe le organizzazioni e quindi i contatti per potersi accordare nella gestione dell'opera. Nel 2002 l'ingegnere Giuseppe Zappia legato a Rizzuto crea la Zappia International società fantasma per partecipare alle gare per la costruzione del ponte nell'ottobre del 2004, ma solamente per mettersi in contatto con le altre ditte e offrire il denaro di Vito Rizzuto.

### Olimipiadi invernali di Torino 2006

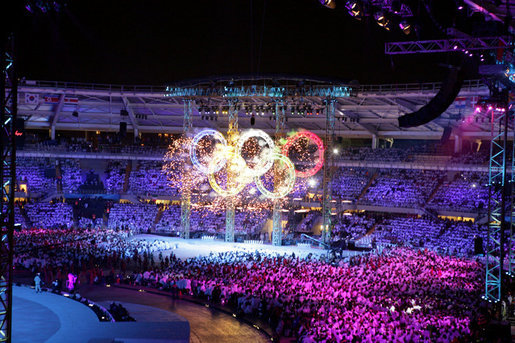
Cerimonia di apertura dei XX Giochi olimpici invernali

### Ammodernamento della Strada statale 106
Nel giugno del 2008 sono stati sequestrati 7 cantieri lungo la statale 106 appartenenti alle cosche Morabito-Bruzzaniti-Palamara, Maisano e Vadalà di cui molti esponenti sono fra gli ulteriori 33 fermi effettuati. Sono stati anche arrestati 2 consiglieri di Bova Marina e Samo e due imprenditori. Le 'ndrine si erano accordate sulla variante di Palizzi. 
Il 24 febbraio 2012 nell'operazione Affari di famiglia i carabinieri di Reggio Calabria arrestano 5 persone presunte affiliate ai Ficara-Latella di Reggio Calabria e Iamonte di Melito Porto Salvo e sequestrano 20 milioni di euro di beni, sono accusati di estorsione nei confronti di quelle aziende che stavano eseguendo i lavori di ammodernamento della statale 106 nei tratti dove le 'ndrine esercitavano il loro potere (pretendevano il 4% dell'appalto).

### Quarta corsia dell'Autostrada A4 e Raddoppio della linea TAV Milano-Venezia
Il 16 marzo 2009 si conclude l'operazione Isola, iniziata nel 2006, dei carabinieri di Monza che ha portato a conoscenza di tentativi di infiltrazione nel raddoppio della linea TAV Milano-Venezia e nella costruzione della quarta corsia dell'Autostrada A4 da parte dei Paparo, dei Nicoscia e degli Arena, 'ndrine del crotonese. 
L'operazione ha portato all'arresto di oltre 20 persone tra Milano, Crotone, Catanzaro e Taranto accusate di associazione mafiosa, estorsione, porto illegale d'armi e tentato omicidio, sfruttamento dell'immigrazione, riciclaggio, favoreggiamento di latitanti e atti di intimidazione nella costruzione delle grandi opere pubbliche della Lombardia.

## Anni 2010

### Operazione Crimine-Infinito
Il 13 luglio 2010, in Lombardia, l'operazione Infinito che ha svelato le profonde infiltrazioni della 'ndrangheta e la corrispettiva operazione Crimine in Calabria, detta Operazione Crimine-Infinito ha portato all'arresto di più di duecento persone, colpevoli di reati quali omicidio, traffico di sostanze stupefacenti, scambio elettorale politico-mafioso, ostacolo del libero esercizio del voto, riciclaggio di denaro proveniente dalle attività illecite quali corruzione, estorsione ed usura: tutti reati resi possibili in forza dell'associazione per delinquere di stampo mafioso.

#### Processo
Il 6 dicembre 2012, a Milano, si è concluso il processo nel quale Pio Candeloro, esponente della delinquenza organizzata locale di Desio, rimarrà in carcere per 20 anni. Carlo Antonio Chiriaco, direttore dell'Azienda sanitaria di Pavia, controllava 780 milioni di spesa pubblica e ne dirottava una parte nelle tasche di Pino Neri e Cosimo Barranca, ma anche di ospitare latitanti, procurare perizie e offrire un comodo letto a chi ai rigori della cella preferisce la libertà di movimento di un ricovero in clinica: i calabresi Pasquale Barbaro e Francesco Pelle e il casalese Giuseppe Setola.
Carlo Chiriaco faceva da 'cerniera' tra l'organizzazione criminale e i politici lombardi, garantendo appalti pubblici e prendendo varie iniziative immobiliari. Carlo Chiriaco rimarrà in prigione per 13 anni e sarà interdetto perpetuamente dai pubblici uffici. Pino Neri rimarrà in prigione 18 anni e Cosimo Barranca rimarrà in prigione 14 anni.

#### Risarcimento
I condannati dovranno risarcire un milione di euro alla Regione Lombardia: 300 000 euro a favore della provincia di Monza e Brianza, 200 000 euro alla Regione Calabria, 300 000 euro al Comune di Seregno, 300 000 euro al Comune di Desio, 200 000 euro al Comune di Bollate, 300 000 euro al Comune di Pavia, 50 000 euro alla Federazione anti-racket italiana. Inoltre, 500 000 euro al Consiglio dei ministri, 500 000 euro al commissario straordinario per le iniziative anti-racket, 500 000 euro al ministero della Difesa, 250 000 euro al ministero dell'Interno. Oltre a 1 milione di euro che dovranno versare in solido alcuni imputati, altri 200 000 dovrà pagarli da solo il Carlo Chiriaco.

### Fondi europei
(Colin Freeman, giornalista del Sunday Telegraph)

Distribuzione del PIL in Europa per FESR 2014-2020

Il 20 ottobre 2012 Colin Freeman del Sunday Telegraph pubblica un reportage su come la 'ndrangheta ottenga gli appalti europei, facendo riferimento alla Casa della legalità vicino al Santuario di Polsi costruita con fondi europei e su cui verte un'inchiesta di un presunto coinvolgimento dell'organizzazione criminale.
L'articolo cita poi i 3 miliardi che sono arrivati in Calabria dal 2007 e di cui buona parte afferma siano andati ai malavitosi sotto forma di pizzo.

### TAV Torino - Lione
Il 1º luglio 2014 si conclude con 20 arresti tra Torino, Novara, Milano, Savona, Genova, Catanzaro e Crotone l'operazione San Michele nei confronti di presunti esponenti della 'ndrina distaccata dei Greco di San Mauro Marchesato, del locale di Volpiano (in Provincia di Torino), del Crimine di Torino, un sovrastruttura delle locali presenti a Torino e alcuni imprenditori settentrionali. L'affare era coordinato da Angelo Greco che dal 2013 si era trasferito a Venaria Reale.
Erano riusciti ad ottenere una cava tra Chiusa di San Michele e Sant’Ambrogio sia per il cantiere della TAV che per depositare illecitamente rifiuti pericolosi.
Erano riusciti ad ottenere l'appalto per la ristrutturazione della galleria Prapontin (autostrada Torino-Bardonecchia), i lavori di pulizia e di sgombero neve della A32 e dell'aeroporto di Caselle.

### Expo 2015 a Milano

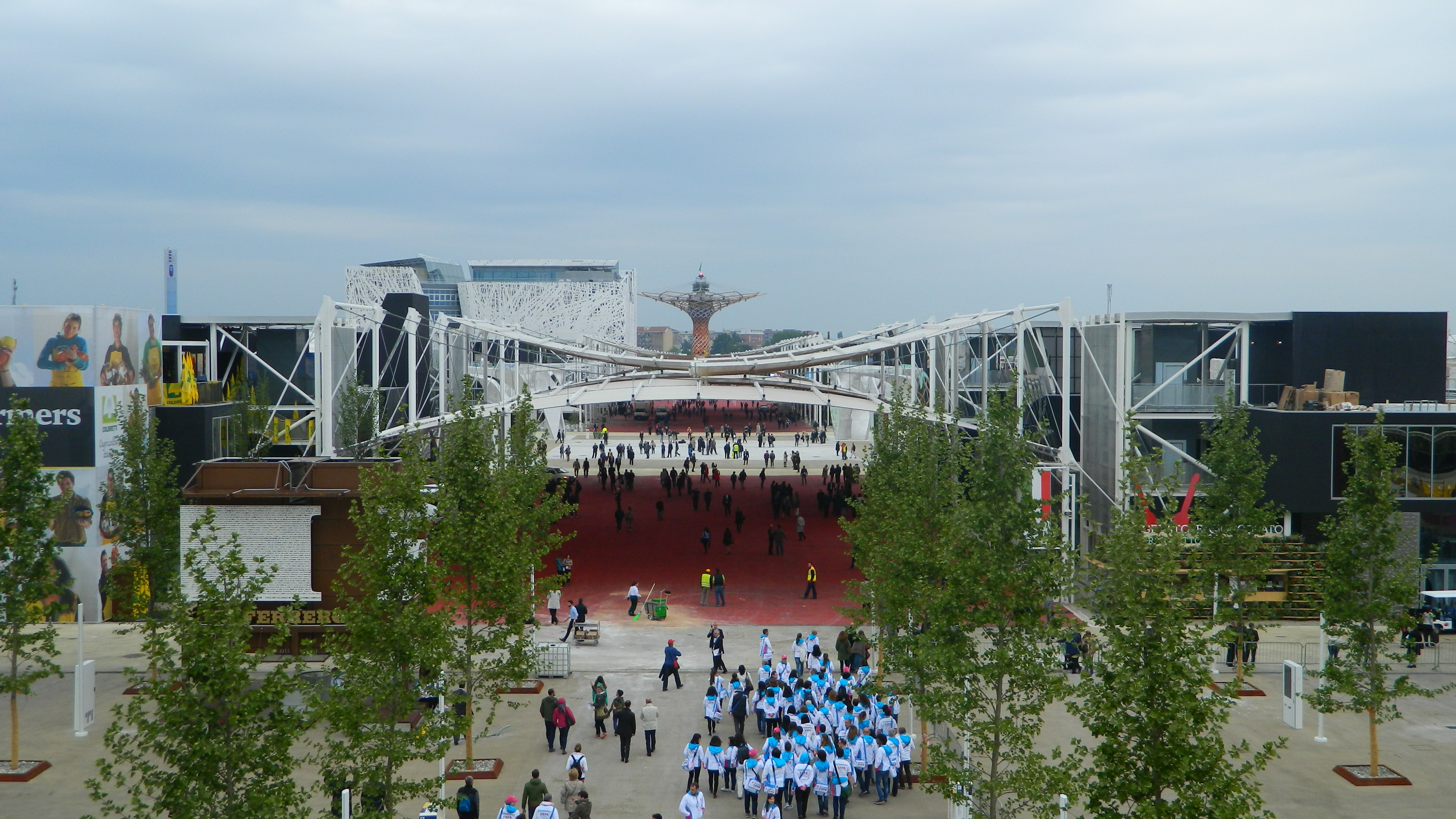
Expo 2015

### Appalti del Terzo Valico ferroviario Genova-Milano
Con la conclusione dell'operazione Alchemia della DDA di Reggio Calabria e della SCO di Roma del 19 luglio 2016 si viene a conoscenza della presunta intromissione delle 'ndrine di Cittanova dei Gullace-Raso-Albanese e Parrello-Gagliostro nei cosiddetti appalti del Terzo valico in Liguria per la costruzione del terzo valico ferroviario di alta velocità Genova-Milano.